# Tinamotis ingoufi
La perdiz austral o quiula patagónica (Tinamotis ingoufi), también conocida como kiula patagona o keú austral, es una especie de ave tinamiforme de la familia Tinamidae, también conocidos como inambúes. Esta especie es nativa del sudeste de Sudamérica

## Taxonomía
Todos los tinamúes son de la familia Tinamidae. A diferencia de otros rátidas, perdices pueden volar, aunque, en general, no son grandes voladoras.
Todas las rátidas han evolucionado desde la prehistoria de vuelo de aves, perdices y son los más cercanos que viven en relación de estas aves.

## Descripción
Esta especie tiene aproximadamente 35 cm de altura. Sus partes superiores son de color gris manchado a negro, su garganta es de color blanco y su vientre es canela.

## Hábitat
La perdiz austral habita en pastizales templados de altitud de entre 200 a 800 m. También se la puede encontrar en la sabanas y matorrales.

## Distribución
Su área de distribución abarca desde el sur de Chile al sudoeste de Argentina.